# Virus (chanson)
Pour les articles homonymes, voir Virus (homonymie).
Singles de Iron Maiden
Lord of the Flies The Angel and the Gambler
Virus est un single du groupe de heavy metal britannique Iron Maiden.

## Liste des morceaux
1. "Virus (version courte)" (Blaze Bayley, Janick Gers, Steve Harris, Dave Murray) - 3:54
2. "My Generation" (reprise de The Who) - 3:38
3. "Doctor Doctor" (reprise de UFO) - 4:50

## Crédits
- Blaze Bayley – chant
- Dave Murray – guitare
- Janick Gers – guitare
- Steve Harris – basse
- Nicko McBrain – batterie